# 470
Період падіння Західної Римської імперії. У Східній Римській імперії триває правління Лева I Макелли. У Західній формально править Прокопій Антемій, але влада належить військовому магістру Ріцімеру. Значна частина території окупована варварами, зокрема в Іберії утворилося Вестготське королівство, а Північну Африку захопили вандали, утворивши Африканське королівство, у Тисо-Дунайській низовині утворилося Королівство гепідів.
У Південному Китаї правління династії Лю Сун. В Індії правління імперії Гуптів. У Японії триває період Ямато. У Персії править династія Сассанідів.
На території лісостепової України Черняхівська культура. Історики VI століття згадують плем'я антів, що мешкало на території сучасної України приблизно з IV сторіччя. У Північному Причорномор'ї центр володінь гунів, що підкорили собі інші кочові племена, зокрема сарматів та аланів.

## Події
- Імператор Західної Римської імперії Прокопій Антемій звернувся по допомогу проти вестготів до бритів. Брити висадили в Галлії 12-тисячне військо, але були розбиті. Вестготське королівство розширило свої володіння на північ, можливо, до річки Сомми.
- Одоакр очолив римських федератів герулів та скірів у Північній Італії.